# ناحیه جهلم
ناحیه جهلم (به انگلیسی: Jhelum District) یکی از ناحیه‌های پاکستان در پاکستان است که در پنجاب واقع شده‌است. ناحیه جهلم ۳٬۵۸۷ کیلومتر مربع مساحت و ۱٬۲۲۲٬۶۵۰ نفر جمعیت دارد.